# ガラミン
ガラミン（英:gallamine）、またはガラミントリエチオダイド（英:Gallamine triethiodide）とは筋弛緩薬の1つ。商標名はフラクセディル（Flaxedil）。主に欧米で用いられたが、現在では使用されていない。日本では1967年から1979年まで市販されていた。
1947年にイタリアのダニエル・ボヴェットにより開発された。
神経終板（神経筋接合部）のニコチン性アセチルコリン受容体へのアセチルコリンの結合を競合的に拮抗することにより脱分極を阻害する。その結果、活動電位が発生せず、骨格筋の収縮が抑制される。コリンエステラーゼ阻害薬の存在下ではシナプスにおけるアセチルコリン濃度が高まるため、ガラミンの筋弛緩薬としての効果は減弱する。
ガラミンは高濃度でヒスタミンを放出しやすく、腎不全の患者には使用できないなどの問題点があり、現在では用いられなくなった。